# إيرنيستو فيليغاس
إيرنيستو فيليغاس هو صحفي وسياسي فنزويلي، ولد في أبريل 1970 في كاراكاس في فنزويلا. نشط حزبياً في الحزب الاشتراكي الموحد الفنزويلي.